# Видартово-Перше
Видартово-Перше (пол. Wydartowo Pierwsze, нім. Lang Gußwitz) — село в Польщі, у гміні Бояново Равицького повіту Великопольського воєводства.
Населення — 161 особа (2011).
У 1975-1998 роках село належало до Лешненського воєводства.

## Демографія
Демографічна структура станом на 31 березня 2011 року:
|          | Загалом | Допрацездатний вік | Працездатний вік | Постпрацездатний вік |
| -------- | ------- | ------------------ | ---------------- | -------------------- |
| Чоловіки | 82      | 21                 | 54               | 7                    |
| Жінки    | 79      | 16                 | 43               | 20                   |
| Разом    | 161     | 37                 | 97               | 27                   |